# Mont Passaconaway
Le mont Passaconaway est une montagne qui s'élève à 1 232 m dans les montagnes Blanches, dans l'État du New Hampshire aux États-Unis. Il a été nommé d'après Passaconaway, sachem des Pennacooks au XVIIe siècle.